# Björkö kyrka, Småland
 Björkö kyrka är en kyrkobyggnad i Växjö stift. Den är församlingskyrka i Björkö församling, Vetlanda kommun.

## Kyrkobyggnad
När det i Björkö i början av 1800-talet blev aktuellt att bygga om den gamla kyrkan eller bygga en helt ny blev valet nybygge. Den gamla medeltidskyrkan, troligen av Njudungstyp liknande Myresjö, Vallsjö eller närbelägna Nävelsjö kyrka som var belägen cirka 50 meter väster om den nuvarande, revs. En kulle med en minnestavla anger i dag platsen. Den nya kyrkan uppfördes 1843–1845 efter ritningar av den flitigt verksamme arkitekten Carl-Gustaf Blom-Carlsson. Det blev en tidsenlig kyrka i empirstil uppförd i sten och bestående av ett långhus med ett rundat kor i öster. Sakristian fick sin plats i ett av de två mindre rum som omger tornet. Det höga västtornet där huvudingången är belägen är försett med en sluten lanternin krönt av en förgyllt kors på en glob. Kyrkorummet med sina höga fönster och innertak av trätunnvalv präglas av ljus och rymd. Invigningen förrättades 1850 av biskop Christopher Isac Heurlin.

## Inventarier
- Altaruppsats från den gamla kyrkan utförd 1761 av Johan Ullberg. Den har som huvudmotiv: Nattvardens instiftande, och har sin plats på norra långhusväggen.

- Altartavla utförd 1865 av Bengt Nordenberg med motivet: Jesus välsignar barnen. Tavlan ingår i en altaruppställning bestående av pilastrar som kröns av en triangel i en strålsol med Guds namn på hebreeiska.

- Predikstol från kyrkans byggnadstid med åttkantig korg och försedd med två trappuppgångar.

- Dopfunt i kalksten som togs i bruk 1939.

## Orgeln
- Den första orgeln var byggd 1848 av Sven Nordström med tio stämmor. Denna orgel byggdes om 1950 av Bo Wedrup, Uppsala.
- 1964/1967 ersattes orgelverket av ett nytt  mekaniskt byggt av Olof Hammarberg, Göteborg. Den gamla fasaden från 1848 års orgel behölls.

| Huvudverk I         | Svällverk II      | Pedal        | Koppel |
| Principal 8´        | Gedakt 8´         | Subbas 16´   | I/P    |
| Fleut d'amour 8'    | Rörflöjt 4'       | Principal 8' | II/P   |
| Oktava 4'           | Principal 2'      | Flöjt 4'     | II/I   |
| Täckflöjt 4'        | nasat 1 1/3'      | Nachthorn 2' |        |
| Oktava 2'           | Scharf 2 chor     | Fagott 16'   |        |
| Sesquialtera 2 chor | Crescendosvällare |              |        |
| Mixture 3 chor      |                   |              |        |